# L'Éveil de Mystérion
L'Éveil de Mystérion (Mysterion Rises en VO) est le douzième épisode de la saison 14 de South Park. Il a été diffusé sur Comedy Central aux États-Unis le 3 novembre 2010. C'est le deuxième épisode d'une trilogie consécutive commencée avec l'épisode précédent, Captain Konstadt.

## Synopsis
« Le Coon et sa bande » (sans le Coon !) organisent une vente de gâteaux pour aider les sinistrés du golfe victimes de l'arrivée de Cthulhu à la fin de l'épisode précédent. Alors que Mystérion révèle à Capitaine Konstadt son terrible pouvoir, Cartman, alias Le Coon, tente de rallier Cthulhu à sa cause pour se venger des autres super-héros.

## Super-héros
L'identité de l'ensemble des « Coon and friends » est révélée dans cet épisode :
- Coon : Eric Cartman
- Boîte à outils : Stan Marsh
- Le Moustique : Clyde Donovan
- Tupperware : Token Black
- Iron Maiden : Timmy
- Praline-Menthe-Cerise : Bradley Biggle
- L'homme Cerf-Volant : Kyle Broflovski
- Mystérion : Kenny McCormick

## Morts de Kenny
Revêtu de son costume de Mystérion, Kenny est poignardé dans le cœur par l'un des moines. Lors de la scène suivante, il se réveille dans son lit puis ses amis lui demandent où il était passé, comme si de rien n'était. Une explication prend forme sur l'un des plus grands mystères de la série : l'immortalité de Kenny. Ce dernier décrit son « pouvoir » comme une malédiction occasionnée par la participation de ses parents à une réunion d'adorateurs de Cthulhu.